# Dr Åsa
Dr Åsa var ett TV-program om hälsa från SVT. Programledare var läkaren Åsa Vilbäck. Premiäravsnittet sändes 14 oktober 2008. Andra säsongen av programmet sändes 2009.
Åtta program sändes hösten 2010.
Citat:
"Förstagångsmödrar som ser sina barn skratta får en lika stark dopaminkick som om de hade tagit en drog" (del 4)

## Säsong ett

### Avsnitt
- 1: Åldrande och träning
- 2: Immunologi
- 3: Beroende
- 4: Hjärnans belöningssystem / beroende.

## Säsong två

### Avsnitt
- 1: Övervikt, 24 mars 2009
- 2: Fobier, 31 mars 2009
- 3: PMS, 7 april 2009
- 4: Smärta, 14 april 2009
- 5: Hår, 21 april 2009
- 6: Bättre hälsa med mat, 28 april 2009
- 7: Alkohol, 5 maj 2009
- 8: Allergier, 12 maj 2009